# Ana María Estupiñán García
Ana María Estupiñán García (Bogotà, 7 d'abril de 1992) és una actriu colombiana.

## Biografia
Filla de Juan Carlos Estupiñán i Liliana García, des dels 12 anys ingressa en una acadèmia de Caracol Televisión. Des de petita ha participat en anuncis juntament amb els seus germans Laura Estupiñan, Felipe Estupiñán, María Andrea Estupiñán, María Paula Estupiñán.

## Carrera com a actriu
El seu paper com l'heroïna de la independència colombiana Policarpa Salavarrieta (en la seva etapa jove) en la telenovel·la La Pola la va consagrar com un dels talents joves de la televisió Colombiana.
L'actriu va ser contractada per treballar en diversos projectes de Caracol Televisión, actuant com a protagonista en les sèries "La niña" i "Toni, la chef", també va tenir un rol important interpretant a la famosa cantant, ja morta, Helenita Vargas en els seus anys de joventut; aquesta última sèrie de Caracol Televisión és una obra basada en la vida de Sofia Helena Vargas Marulanda 'Helenita', en la qual Estupiñán va aparèixer en diversos capítols com a protagonista principal i on va poder fer gala, també, del seu talent com a cantant. L'actriu també va comentar algunes de les seves experiències en el moment de gravar i de ser triada per a la producció:
| «                                          | «Els seus moviments quan cantava, la tonalitat de la seva veu, el seu accent i la seva essència, va ser el més difícil de treballar» | » |
| — Anna Maria, sobre la seva interpretació. | |   |

## Filmografia

### Televisió
| Any       | Títol                                 | Personatge                                         |
| --------- | ------------------------------------- | -------------------------------------------------- |
| 2020      | Amar y vivir                          | Irene Romero                                       |
| 2019      | Decisiones: Unos ganan, otros pierden | Bibi Molina                                        |
| 2018      | Al otro lado del muro                 | Karina Sullivan Romero                             |
| 2016      | La niña                               | Belky Rocío Bustamante Pinzón 'Sara'               |
| 2015      | Toni, la Chef                         | Antonia 'Toni' Parra Velazquez                     |
| 2015      | Dos mujeres y una vaca                | Hermelinda                                         |
| 2014      | La ronca de oro                       | Sofía Helena Vargas Marulanda 'Helenita' (de jove) |
| 2013-2014 | Mamá también                          | Mariana Cadavid                                    |
| 2013      | Allá te espero                        | Juana 'Juanita' Salazar Restrepo                   |
| 2011      | Tu voz estéreo                        |                                                    |
| 2011      | Mujeres al límite                     |                                                    |
| 2010-2011 | La Pola                               | Policarpa Salavarrieta 'La Pola' (de jove)         |
| 2010      | Amor sincero                          | Omaira Girado                                      |
| 2008-2010 | Oye bonita                            | Chiquinquirá Maestre                               |
| 1992-2000 | Padres e hijos                        |                                                    |

## Premis i nominacions

### Premis India Catalina
| Any  | Categoria                                          | Treball         | Resultat   |
| ---- | -------------------------------------------------- | --------------- | ---------- |
| 2017 | Millor actriu protagonista de telenovel·la o sèrie | La niña         | Guanyadora |
| 2015 | Millor actriu protagonista de telenovel·la o sèrie | La ronca de oro | Nominada   |
| 2011 | Revelació de l'any                                 | La Pola         | Nominada   |

### Premis TV i novel·les
| Any  | Categoria                                | Treball         | Resultat   |
| ---- | ---------------------------------------- | --------------- | ---------- |
| 2017 | Millor actriu protagonista de sèrie      | La niña         | Nominada   |
| 2015 | Millor actriu protagonista de sèrie      | La ronca de oro | Nominada   |
| 2014 | Millor actriu protagonista de sèrie      | Mamá también    | Nominada   |
| 2014 | Millor actriu secundària de telenovel·la | Allá te espero  | Guanyadora |
| 2011 | Revelació de l'any                       | La Pola         | Guanyadora |

### Premis Talento Caracol
| Any  | Categoria                  | Treball         | Resultat |
| ---- | -------------------------- | --------------- | -------- |
| 2015 | Millor actriu protagonista | La ronca de oro | Nominada |